# Balkova Lhota

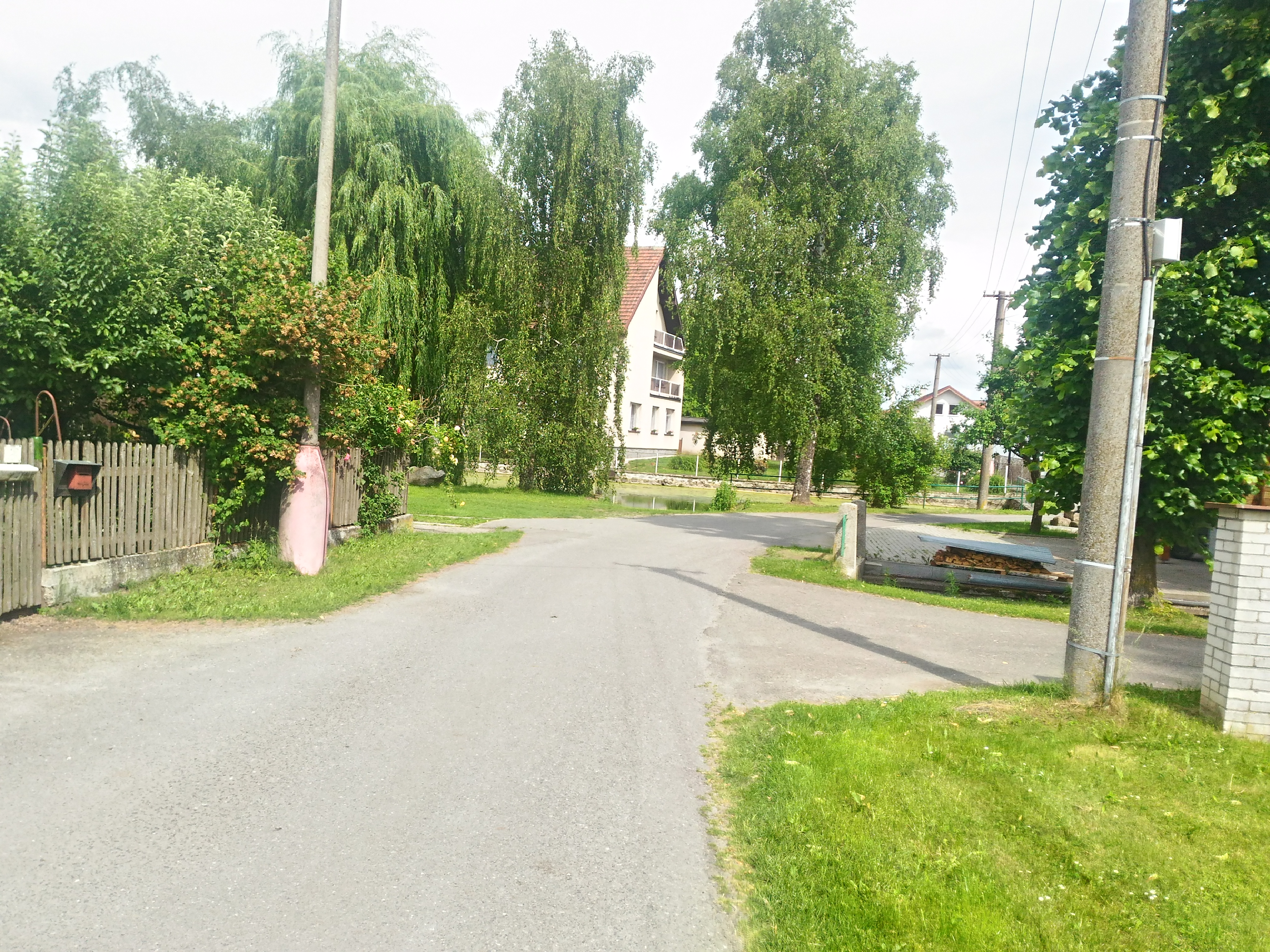
Balkova Lhota

Balkova Lhota (deutsch Balk Lhota, bzw. Ellguth) ist eine Gemeinde mit 138 Einwohnern (Stand: 1. Januar 2019) im Okres Tábor in Tschechien. Sie liegt acht Kilometer nordwestlich von Tábor auf 493 m ü. M.
Die erste schriftliche Erwähnung stammt aus 1523. Zu Balkova Lhota gehört der Weiler Černý Les.